# Ethan Cepuran
Ethan Cepuran (* 13. Mai 2000 in Glen Ellyn) ist ein US-amerikanischer Eisschnellläufer.

## Werdegang
Cepuran startete international erstmals bei den Juniorenweltmeisterschaften 2016 in Changchun und belegte dort den 45. Platz über 1500 m, den 21. Rang über 5000 m und den zehnten Platz in der Teamverfolgung. Seine beste Platzierung in den folgenden Jahren bei Juniorenweltmeisterschaften waren 2017 in Helsinki der 16. Platz über 5000 m und 2018 in Salt Lake City der 17. Platz im Mehrkampf. Zudem wurde er im Jahr 2018 US-amerikanischer Juniorenmeister im Mehrkampf. In der Saison 2018/19 siegte er bei den US-amerikanischen Meisterschaften über 5000 m sowie im Massenstart und erneut bei den US-amerikanischen Juniorenmeisterschaften im Mehrkampf. Außerdem gab er im Dezember 2018 in Heerenveen sein Debüt im Eisschnelllauf-Weltcup, welches er je in der B-Gruppe auf dem 27. Platz über 1500 m, auf dem 14. Rang über 5000 m und auf dem zehnten Platz im Massenstart beendete. Sein bestes Resultat bei den Juniorenweltmeisterschaften 2019 in Baselga di Piné war der sechste Platz im Mehrkampf je über 5000 m und im Mehrkampf. In der folgenden Saison lief er bei den Vier-Kontinente-Meisterschaften in Milwaukee auf den 12. Platz über 1500 m sowie auf den 11. Rang im Massenstart und bei den Einzelstreckenweltmeisterschaften 2020 in Salt Lake City auf den fünften Platz in der Teamverfolgung. Im folgenden Jahr wurde er US-amerikanischer Meister über 5000 m, in der Teamverfolgung, sowie im Mehrkampf und belegte bei den Einzelstreckenweltmeisterschaften in Heerenveen den 22. Platz über 1500 m und den 15. Rang über 5000 m.
In der Saison 2021/22 holte Cepuran in Calgary in der Teamverfolgung seinen ersten Weltcupsieg und gewann beim Saisonhöhepunkt, den Olympischen Winterspielen 2022 in Peking, die Bronzemedaille in der Teamverfolgung. Zudem errang er dort den 17. Platz über 5000 m.

## Teilnahmen an Weltmeisterschaften und Olympischen Winterspielen

### Olympische Spiele
- 2022 Peking: 3. Platz Teamverfolgung, 17. Platz 5000 m

### Einzelstrecken-Weltmeisterschaften
- 2020 Salt Lake City: 5. Platz Teamverfolgung
- 2021 Heerenveen: 15. Platz 5000 m, 22. Platz 1500 m

## Weltcupsiege im Team
| Nr. | Datum             | Ort                 | Disziplin        |
| --- | ----------------- | ------------------- | ---------------- |
| 1.  | 12. Dezember 2021 | Calgary             | Teamverfolgung 1 |
| 2.  | 11. November 2022 | Stavanger           | Teamverfolgung 1 |
| 3.  | 9. Dezember 2022  | Calgary             | Teamverfolgung 1 |
| 4.  | 9. Dezember 2023  | Tomaszów Mazowiecki | Teamverfolgung 1 |
| 5.  | 27. Januar 2024   | Salt Lake City      | Teamverfolgung 1 |
| 6.  | 2. Februar 2025   | Milwaukee           | Teamverfolgung 1 |
| 7.  | 2. März 2025      | Heerenveen          | Teamverfolgung 1 |

## Persönliche Bestzeiten
| Distanz | Zeit         | Datum            | Ort            |
| ------- | ------------ | ---------------- | -------------- |
| 500 m   | 36,73 s      | 2. März 2024     | Salt Lake City |
| 1000 m  | 1:10,29 min  | 13. Oktober 2024 | Salt Lake City |
| 1500 m  | 1:45,40 min  | 22. Oktober 2021 | Salt Lake City |
| 5000 m  | 6:12,37 min  | 3. Dezember 2021 | Salt Lake City |
| 10000 m | 13:02,94 min | 22. Oktober 2022 | Salt Lake City |